# ویبی
ویبی (به لاتین: Viby) یک منطقهٔ مسکونی در دانمارک است که در Roskilde Municipality واقع شده‌است. ویبی ۲٫۶۱ کیلومتر مربع مساحت و ۴٬۶۶۷ نفر جمعیت دارد.